# شون شو
شون شو هو محامي وسياسي أمريكي، ولد في 17 مارس 1978 في جاكسونفيل في الولايات المتحدة. نشط حزبياً في الحزب الديمقراطي. وقد انتخب عضو مجلس نواب فلوريدا ‏.